# Subway to Sally
Subway to Sally — восточногерманская группа, сформированная в 1992 году как англоязычная фолк-рок-группа, включающая элементы ирландской и шотландской музыки. Начиная со второго альбома «MCMXCV», выпущенного в 1995 году, группа начинает исполнять песни на немецком языке. Под влиянием группы Skyclad они исполняют смесь тяжелого рока и метала, обогащенного средневековыми мелодиями, проникнутыми в композиции через звучание волынки, шарманки, лютни, мандолины, скрипки и флейты, в сочетании с немецкоязычной романтической поэзией в лирике. С приобретением успеха в родной Германии они становятся изобретателями средневекового метала. В первый состав Subway to Sally входили Инго Хампф (гитара), Боденски (гитара, вокал), Саймон (гитара, вокал), Кони (труба) и Гвидо (ударные). Чуть позже в команду пришла скрипачка Фрау Шмитт, пригласившая за собой вокалиста и специалиста по духовым инструментам Эрика Хешта.

## Состав коллектива
- Eric Fish – волынка, флейта, шалмей, гобой, основной вокал, автор
- Ingo Hampf – электрогитара, лютня, мандолина, флейта
- Simon – электрогитара, акустика, бэк-вокал, вокал
- Bodenski – акустика, электрогитара, хурди-гурди, вокал
- Frau Schmitt – скрипка
- Sugar Ray – бас-гитара
- Simon-Michael – ударные и перкуссия

## Дискография

### Студийные альбомы
- 1994: Album 1994 (Costbar)
- 1995: MCMXCV (Stars in the Dark)
- 1996: Foppt den Dämon! (Red Rooster)
- 1997: Bannkreis (BMG Ariola)
- 1999: Hochzeit (BMG Ariola)
- 2001: Herzblut (Island Mercury)
- 2003: Engelskrieger (Motor Music)
- 2005: Nord Nord Ost (Nuclear Blast)
- 2007: Bastard (Nuclear Blast)
- 2009: Kreuzfeuer (Nuclear Blast)
- 2011: Schwarz in Schwarz (StS Entertainment)
- 2014: Mitgift(StS Entertainment)
- 2019: Hey! (StS Entertainment)
- 2023: Himmelfahrt (Napalm Records)

### Концертные альбомы
- 2000: Schrei! (Live-CD der Hochzeit-Tour, BMG Ariola, mit CD-ROM Datentrack)
- 2006: Nackt (Live-CD der Akustik-Tour, Nuclear Blast)
- 2008: Schlachthof (Live-CD der Bastard-Tour, Nuclear Blast)
- 2010: Nackt II (Live-CD der Akustik-Tour, StS Entertainment)
- 2017: Neon

### Сборники
- 2001: Die Rose im Wasser (BMG Ariola; Best-of, herausgegeben vom Label und nicht der Band; erscheint daher nicht in der offiziellen Diskografie)
- 2008: Engelskrieger Deluxe Edition (ALIVE; Compilation, enthält die beiden laut Band erfolgreichsten Alben Herzblut & Engelskrieger)
- 2008: MCMXCV / Foppt den Dämon!
- 2009: Schrei! / Engelskrieger Live in Berlin
- 2010: Kleid aus Rosen (Best-of mit Stücken der Jahre 2000 bis 2010)
- 2012: XX — Eisheilige Nacht (Tributalbum mit Neuinterpretationen diverser Bands, nur auf den Konzerten der Eisheiligen Nächte 2012 Tour erhältlich)
- 2013: Nord Nord Ost / Bastard